# Тавкветілі
Тавкветі́лі (груз. თავკვეთილი) — вулканічна гора у південній Грузії, що знаходиться на півночі Абул-Самсарського хребта. Найвища точка розташована на висоті 2583 м.

## Основна інформація
Вулканічна гора Тавкветілі утворює північну частину Абул-Самсарського хребта, що розташований на півдні Грузії. Має дві вершини. Відносна висота східної — 550 м, західної — 200 м. Найвища точка розташована на висоті 2583 м над рівнем моря. Гора має форму зрізаного конуса.
Вулкан, утворений у пліоцені, нарощений за рахунок піздньоплдейстоценових та голоценових лав. Потоки голоценових андезито-дацитових лав розповсюджуються на 12-15 км на схід від Тавкветілі. На даний момент вулкан не проявляє активності.
Нижню частину схилів Тавкветілі займають субальпійські луки, а верхня частина гори вкрита альпійськими луками.
Перевальне сідло згаслого вулкану знаходиться на висоті 2100 м над рівнем моря.

## Інциденти
13 серпня 2003 року в районі гори Тавкветілі зазнав катастрофи грузинський військовий вертоліт Bell UH-1 Iroquois, що двома роками раніше був переданий грузинам ВПС США.